# Гранкин, Владимир Михайлович
Владимир Михайлович Гранкин (3 января 1940, Новосибирск — 2015, Новосибирск) — советский и российский художник, член Союза художников СССР (1973), заслуженный деятель искусств РФ, профессор Института искусств НГПУ.

## Биография
Родился в 1940 году в Новосибирске. Окончил Горьковское художественное училище, затем учился в Ленинградском институте живописи имени И. Е. Репина Академии художеств СССР, который закончил в 1970 году.
В 1971 году в Доме учёных Новосибирского Академгородка состоялась первая выставка художника.
С 1973 года — член Союза художников СССР.
С 1998 года — профессор кафедры живописи НГПУ
Умер в 2015 году в Новосибирске. Похоронен на Заельцовском кладбище

## Творческая деятельность
Занимался сюжетно-тематическими картинами, создавал портреты, пейзажи, натюрморты, в творчестве художника важное место занимало сценографическое искусство, он работал над эскизами костюмов и декораций к таким балетам как «Чипполино» Карэна Хачатуряна, «Жар-птица» и «Петрушка» Игоря Стравинского, Гранкин был художником-постановщиком 1 оперетты и 4 балетов.

## Выставки
Провёл 16 персональных выставок, принимал участие во многих областных, зональных, республиканских, всесоюзных и зарубежных выставках, его работы экспонировались в Новосибирске, Омске, Томске, Барнауле, Красноярске, Кемерове, Горьком, Ленинграде, Москве, Австрии, Венгрии, Польши, Германии, Франции, Японии.

## Работы
Работы Владимира Гранкина хранятся в различных картинных галереях и музеях России и зарубежных стран, в частных коллекциях в Англии, Германии, Австрии, Венгрии, Польше, США, Болгарии, Финляндии, Франции, Швейцарии, Японии.

## Награды
Дипломы 2-й и 3-й степени Союза художников России, дипломы и грамоты ЦК Профсоюза работников культуры «За активную работу с вооружёнными силами СССР», Золотой и Серебряный знаки ЦК ВЛКСМ «Молодой гвардеец 11-й пятилетки», нагрудный знак «Почётный работник высшего профессионального образования РФ».